# Edgar Romo García
Edgar Romo García (Monterrey, Nuevo León; 5 de febrero de 1974) es un abogado y político mexicano, miembro del Partido Revolucionario Institucional. Se ha desempeñado en diversos cargos del sector público. Ha sido diputado federal en la LXIII Legislatura del Congreso de la Unión y Presidente de la Cámara de Diputados de México.

## Estudios
Es Maestro en Materia de Amparo por la Universidad Autónoma de Nuevo León y Licenciado en Derecho por la misma institución.  

## Trayectoria Política
Es militante del PRI desde 1990, en donde ha ocupado diversos puestos al interior de partido y ha sido candidato de elección popular en dos ocasiones.

### Actividad Partidista
Entre 2010 y 2012 se desempeñó como Secretario de Organización del Comité Directivo Estatal del PRI en Nuevo León. 
En el 2013 fue designado como Secretario General Adjunto de la Confederación Nacional de Organizaciones Populares (CNOP) en Nuevo León.
Asimismo, del 2009 al 2015 se desempeñó como representante Propietario de Partido Revolucionario Institucional en la Comisión Estatal Electoral del Estado de Nuevo León.
Fue presidente de la Comisión de Seguridad Pública en la Conferencia Nacional de Legisladores Locales Priistas (CONALPRI).
Ha sido consejero político municipal, estatal y nacional del Partido Revolucionario Institucional.

### Trayectoria en el servicio público
En el año 2007 fue consejero jurídico adjunto del gobernador Natividad González Parás.
Asimismo, en el año 2009 fue nombrado subsecretario de Asuntos Jurídicos y Atención Ciudadana de la Secretaría General de Gobierno en el Estado de Nuevo León, cargo que desempeñó hasta el 2012.
En las elecciones locales del 2012, fue postulado como candidato a diputado Local del distrito 2 de la coalición Compromiso por Nuevo León, obteniendo el 45.6% de la votación según el conteo final de la Comisión Estatal Electoral.
Durante la Legislatura en el Congreso Local, fungió como Coordinador del Grupo Parlamentario del PRI.
En las elecciones federales del 2015, fue postulado por el distrito XII Federal en el Estado de Nuevo León por la coalición del Partido Revolucionario Institucional y Partido Verde Ecologista de México. En estas elecciones obtuvo la cifra de 129,469 votos, situación que lo convierte en el Diputado Federal más votado en toda la historia del país. 
En la Cámara de Diputados, se desempeñó como Secretario de la Comisión de Desarrollo Urbano y Ordenamiento Territorial, Secretario de la Comisión de Régimen, Reglamentos y Prácticas Parlamentarias, Integrante de la Comisión de Puntos Constitucionales; asimismo, como Vicecoordinador Parlamentario del Grupo Parlamentario del PRI y como integrante de la Junta de Coordinación Política.
En febrero de 2018, fue elegido Presidente de la Mesa Directiva de la Cámara de Diputados para el tercer año de ejercicio constitucional. 

## Otros cargos
Ha participado como abogado y consultor en el sector privado como asociado en el despacho “Chapa, Maldonado y Asociados” de año 1998 al 2000. Posteriormente fungió como Gerente de Derecho Corporativo en la consultoría “Mancera, Ernst and Young” del 2000 al 2003.